# TPG Be 6/10
De Be 6/10 is een lagevloer tweerichtingstram van het Stadler Rail type Tango, voor het regionaal personenvervoer van de Transports Publics Genevois AG (TPG) in Zwitserland.

## Geschiedenis
Op 16 april 2010 maakte Transports Publics Genevois AG (TPG) bekend 32 trams met een optie van 24 trams van het type Talgo bij Stadler Rail te hebben besteld. Na augustus 2011 worden de eerste zeven trams afgeleverd.
Op 16 september 2011 werd de eerste tram door Sradler Rail afgeleverd.

## Constructie en techniek
De TPG Be 6/10 is een modulair tram met een lagevloerdeel van 75 %. Hij heeft aan één zijde deuren en is opgebouwd uit een aluminium frame met een frontdeel van GVK.